# 왕전 (1908년)

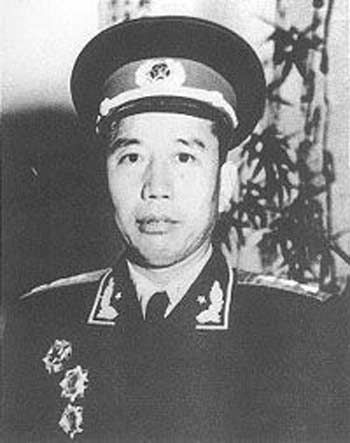
1955년의 왕전

왕전(중국어: 王震, 1908년 4월 11일 - 1993년 3월 12일)은 중화인민공화국의 정치가로, 중공팔대원로의 한 사람으로 꼽힌다. 자식은 왕빙, 왕쥔 등이 있다.
후난성 류양 현 출신으로, 중국공산당에 일찍부터 참가하여, 중일 전쟁과 국공 내전에 참전했다. 마오쩌둥의 측근이었으나 그의 사망 후에는 덩샤오핑의 개혁개방을 지지했다. 1978년에는 제11차 중국공산당 중앙정치국 상임위원에 선출되었고, 12차까지 연임한다. 1988년에 덩샤오핑의 전적인 국정 관련 실권 체제 치하에서 제5대 부주석으로 취임하였으며 한때 1989년 1월 18일에서 1989년 2월 3일까지 중화인민공화국 국가주석 권한대행 겸직을 잠시 수행하였었지만 그 후 중화인민공화국 국가부주석 임기를 마치기 직전인 1993년 3월 12일, 광저우에서 사망했다. 정치 개혁에 반대하는 보수주의자로 분류되며, 부주석 재임 중 발생한 1989년 톈안먼 사건 당시 군대에 의한 진압을 지지했다.
| 전임 우란푸 | 제5대 중화인민공화국 부주석 1988년 4월 8일 ~ 1993년 3월 12일 | 후임 룽이런 |